# Marcela Iacubová
Marcela Iacubová (* 1964 Buenos Aires, Argentina) je francouzská právnička, vědecká pracovnice a spisovatelka argentinského původu. Proslavila se v roce 2002 svou filozofickou pohádkou Co jste udělali se sexuální revolucí? (Qu'avez-vous fait de la libération sexuelle ?), v níž se postavila proti kampani zavrhující pornografii v televizi a prosazující zákaz prostituce.

## Výběr z díla
- Qu'avez-vous fait de la libération sexuelle ? (2002, Co jste udělali se sexuální revolucí?)
- Aimer tue (2005, Milovat zabíjí)

Žádné z jejích děl dosud nebylo přeloženo do češtiny.